# Jeanne des Anges
Jeanne des Anges, deutsch Johanna von den Engeln, d. i. Jeanne de Belcier (geb. 2. Februar 1602 in Cozes, Saintonge; gest. 29. Januar 1665 in Loudun), war eine französische Ursulinen-Oberin in Loudun.

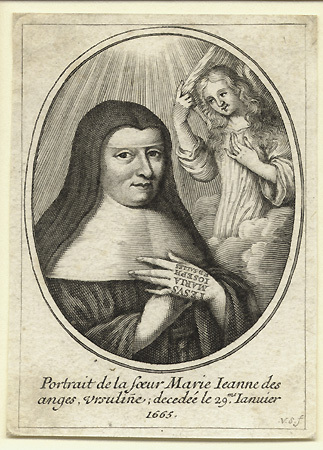
Porträt von Schwester Marie Jeanne des Anges, Ursuline, gestorben am 29. Januar 1665

## Leben
Jeanne de Belcier entstammte einer kleinadligen kinderreichen Familie mit 19 Kindern. Ihre Großmutter väterlicherseits war die Tochter von Olivier de Coëtivy und einer unehelichen Tochter von König Karl VII. und seiner Mätresse Agnès Sorel. Im Alter von fünf Jahren wurde Jeanne von einer Tante mütterlicherseits in ein Kloster geschickt, wo sie bis zum Alter von 20 Jahren blieb. 1622 trat sie in Poitiers in ein Ursulinenkloster ein, in dem die Augustinusregel befolgt wurde, nahm den Ordensnamen Jeanne des Anges an und führte nach ihren eigenen Worten eine ausschweifende Lebensweise.
Die dämonisch belastete Schwester (Sœur) war eine zentrale Gestalt der heute meist unter dem Namen „Teufel von Loudun“ zusammengefassten Hexenprozesse in den 1630er Jahren, die mit der Verbrennung des Priesters Urbain Grandier (1590–1634) auf dem Scheiterhaufen endeten. Ohne Grandier jemals getroffen zu haben, klagte sie ihn an, versucht zu haben, sie mit Hilfe von Magie zu verführen. Grandier, in einem ersten Prozess von einem Kirchengericht freigesprochen, fiel schließlich der Feindschaft des Kardinals Richelieu zum Opfer. Im Dezember 1634 wurde der Jesuitenpater Jean-Joseph Surin zum Beichtvater und Exorzisten von Jeanne des Anges ernannt, die behauptete, von sieben Dämonen besessen zu sein. Surin versah dieses Amt bis 1643, als er durch den Jesuitenpriester und Schriftsteller Jean-Baptiste Saint-Jure (1588–1657) ersetzt wurde. An Saint-Jure richtete sie in der Folgezeit ihre Briefe, die wie die Selbstbiographie der heiligen Theresa ein wichtiges Zeugnis der christlichen Mystik darstellen.

## Nachwirkung
Ihre berühmte Selbstbiographie, die sich vom Anfang ihrer Besessenheit im Jahre 1633 bis zum Jahr 1642 erstreckt, erschien erstmals 1866 unter dem Titel Autobiographie d'une hystérique possédée („Autobiographie einer besessenen Hysterikerin“) in der französischen Buchreihe Bibliothèque diabolique (Collection Bourneville). Das von Gabriel Legué und Georges Gilles de la Tourette analysierte Werk ist ein Klassiker zum Thema Besessenheit und Exorzismus.
Zu den Briefen an ihren Beichtvater schreibt Hanns Heinz Ewers: „Mutter Jeanne begnügte sich freilich ebensowenig wie die spanische Nonne mit ihrem blonden Pagen. Sie erstrebte das höchste Ziel aller Mystiker: die Vereinigung mit Gott, das ist bei christlichen Frauen die Vereinigung mit dem Gekreuzigten. So wird Jesus ihr »Liebchen«, so zieht er in ihr Herz ein. Bei ihrer Lust für Qualen – – die sie mit so vielen Mystikern teilt – – wird diese Vereinigung ein wahrer Sabbat der Schmerzen: alle die Werkzeuge, die Jesum marterten, werden in ihr Herz gegraben. Zuletzt die Lanze, an deren Stich sie stirbt. Diese Besessenheit vom Himmel ist ganz sicher echt. Aus jedem Satz, aus jedem Wort ihrer Briefe schreit ihre Seele nach dem Geliebten; nie hat irgend eine Frau glühendere, heißere Liebesbriefe geschrieben als Frau von Béclier – – durch Vermittlung ihres Beichtvaters, – an Jesus von Nazareth. Neben ihnen wird selbst die mit Recht hochberühmte Selbstbiographie der Heiligen Theresa zum blassen Schatten, wir haben kein Dokument, das ihnen irgendwie ebenbürtig zur Seite zu stellen wäre.“